# Melisa Nafia Demirer
Melisa Nafia Demirer (* 2. Februar 2004 in Gelsenkirchen) ist eine deutsche Volleyballspielerin.

## Karriere
Demirer begann ihre Karriere beim TV Gladbeck. Dort spielte sie in der Regionalliga. In der Saison 2024/25 spielte die Libera mit dem SV Blau-Weiß Dingden in der Zweiten Liga Nord. Anschließend wurde sie vom Erstliga-Aufsteiger Skurios Volleys Borken verpflichtet.